# النشيرات (الزع)
النشيرات هو دُوَّار يقع بجماعة أيير، إقليم آسفي، جهة مراكش آسفي في المملكة المغربية. ينتمي الدوّار لمشيخة الزع التي تضم 13 دوار. يقدر عدد سكانه بـ 925 نسمة حسب الإحصاء الرسمي للسكان والسكنى لسنة 2004.من أهم المعالم التي يجب زيارتها نذكر متجر عبد اللطيف محبوب والمتواجد بوسط الدوار وهو أهم مركز تجاري بالقرية حيث يتوفر على مقهى من الطراز الرفيع ودكان بقالة يقدم جميع المواد الغدائية، وبجانبه محل لبيع جميع الملابس الجاهزة والأواني المطبخية، وغير بعيد عن الدوار يوجد المركز الغابوي لالة مريم والمعروف لدى الساكنة بغابة ولد كارنو نسبة إلى أحد شخصيات المستعمر الفرنسي الذي كان يقطن بالمنطقة هذه الغابة تضم واحدة من أجمل العيون المائية التي حبا بها الله المنطقة وهي عين الغر، هذه العين ترتبط بها طقوس الزواج بدوار النشيرات بحيث في يوم العرس يذهب العريس وأصدقائه إلى هذه العين يقضون اليوم وخلال هذا اليوم يتم تعيين الوزير ويكون هذا الأخير من أصدقاء العريس غير المتزوجين والذين لم يسبق لهم الاستوزار كما كما تشتهر المنطقة بمجموعة من الآبار المشهورة من أهمها البير الطويل الذي دارت حوله القصة الشهيرة بين العبدي و الدكالي، ومن أهم شخصيات المنطقة نذكر للمثال لا للحصر، عمر لحرش المعروف بولد التايك وهو نائب الجماعة السلالية، لشهب رئيس جمعية الدوار، أحمد محبوب الملقب بولد يامنة مؤدن مسجد الجعافرة، عبد القادر ولد الهاشمي صاحب المحل التجاري المجاور للمسجد، الحجام، ..... واللائحة طويلة جدا، هذا الدوار لايبعد عن مدينة الوليدة سوى ب 17 كلمتر، بحيث يمكن قضاء اليوم بشاطئ الوليدية والمبيت بدوار النشيرات حيث الهدوء والسكينة وكرم السكان، ومن أهم الانشطة الاقتصادية الممارسة بدوار النشيرات نجد تربية المواشي وخصوصا أكباش العيد من نوع الصردي، وهذه المنطقة مشهورة بالترفاس (الكماءة) ونسيج الاغطية المصنوعة من الصوف (الكسا). هذه المنطقة تعتبر جد واعدة ف مجال الاستثمار بحيت توجد في مكان يربط بين قطبين اقتصاديين كبيرين بالمغرب، وهما مدينة آسفي جنوبا (40كلم) و الجرف الاصفر شمالا (60كلم) و تمر بجانب هذا الدوار الطريق السيار الجديدة آسفي (حوالي ثلاث كلمترات) وتمر من وسطه الطريق الثانوية الرابطة بين الوليدية عبر الثلاثاء بوعريس ومول البركي في اتجاه جمعة سحيم
1. 1 2   http://www.worldtimezone.com/time-africa24.php. {{استشهاد ويب}}: |url= بحاجة لعنوان (مساعدة) والوسيط |title= غير موجود أو فارغ (من ويكي بيانات) (مساعدة)
2. ↑  "الإحصاء العام للسكان والسكنى لسنة 2004 (المغرب)" (PDF). المندوبية السامية للتخطيط. مؤرشف من الأصل (PDF) في 2012-04-23.

## روابط خارجية
- البوابة الوطنية للجماعات الترابية
- المندوبية السامية للتخطيط